# Касабоглян, Левон Самвелович
Лево́н Самвелович Касабоглян (арм. Լևոն Սամվելի Ղասաբօղլյան; 27 января 1986, Ереван — 9 августа 2020, Алма-Ата) — армянский футболист, полузащитник.

## Карьера
Воспитанник «Пюника».
В армянской Премьер-лиге дебютировал в составе клуба «Звартноц-ААЛ», который тренировал его отец. Позднее выступал за «Арарат», «Киликию» и «Улисс». Параллельно вызывался в состав молодёжной сборной Армении.
Завершал игровую карьеру в эстонском клубе «Нарва-Транс», с которым стал бронзовым призёром чемпионата страны.
Закончив играть, стал детским тренером. Работал в спортшколе «Пюника». В 2017 году тренер вместе со своим воспитанником Эдгаром Асланяном вошёл в программу «Футбол для дружбы», проводимую под эгидой ФИФА и УЕФА. В 2020 году был главным тренером казахстанского клуба первой лиги «Академия Онтустик».
9 августа 2020 года скончался от остановки сердца. Незадолго до смерти Касагболян перенес коронавирусную инфекцию.

## Достижения
- Бронзовый призёр чемпионата Эстонии (1): 2010

## Личная жизнь
Отец спортсмена Самвел Касабоглян (род. 1955) — известный армянский тренер. Его братья Армен и Микаел также занимались футболом.